# Kyriakos Mitsotakis
Kyriakos Mitsotakis (tiếng Hy Lạp: Κυριάκος Μητσοτάκης; sinh ngày 4 tháng 3 năm 1968) là một chính trị gia Hy Lạp và là đương kim Thủ tướng Hy Lạp và Chủ tịch của Dân chủ Mới. Ông trước đây là Lãnh đạo phe đối lập từ năm 2016 đến 2019, đồng thời giữ chức Bộ trưởng Cải cách Hành chính từ năm 2013-2015.
Ông lần đầu tiên được bầu vào Quốc hội Hy Lạp cho khu vực bầu cử Athens B năm 2004. Sau khi Dân chủ mới chịu hai thất bại trong cuộc bầu cử năm 2015, ông đã được bầu làm lãnh đạo đảng vào tháng 1 năm 2016. Ba năm sau, vào ngày 7 tháng 7 năm 2019, ông đã lãnh đạo đảng của mình chiếm đa số trong cuộc bầu cử năm 2019, lần đầu tiên kể từ năm 2007. Ông là con trai của cựu Thủ tướng Konstantinos Mitsotakis.